# Museum Wasserburg

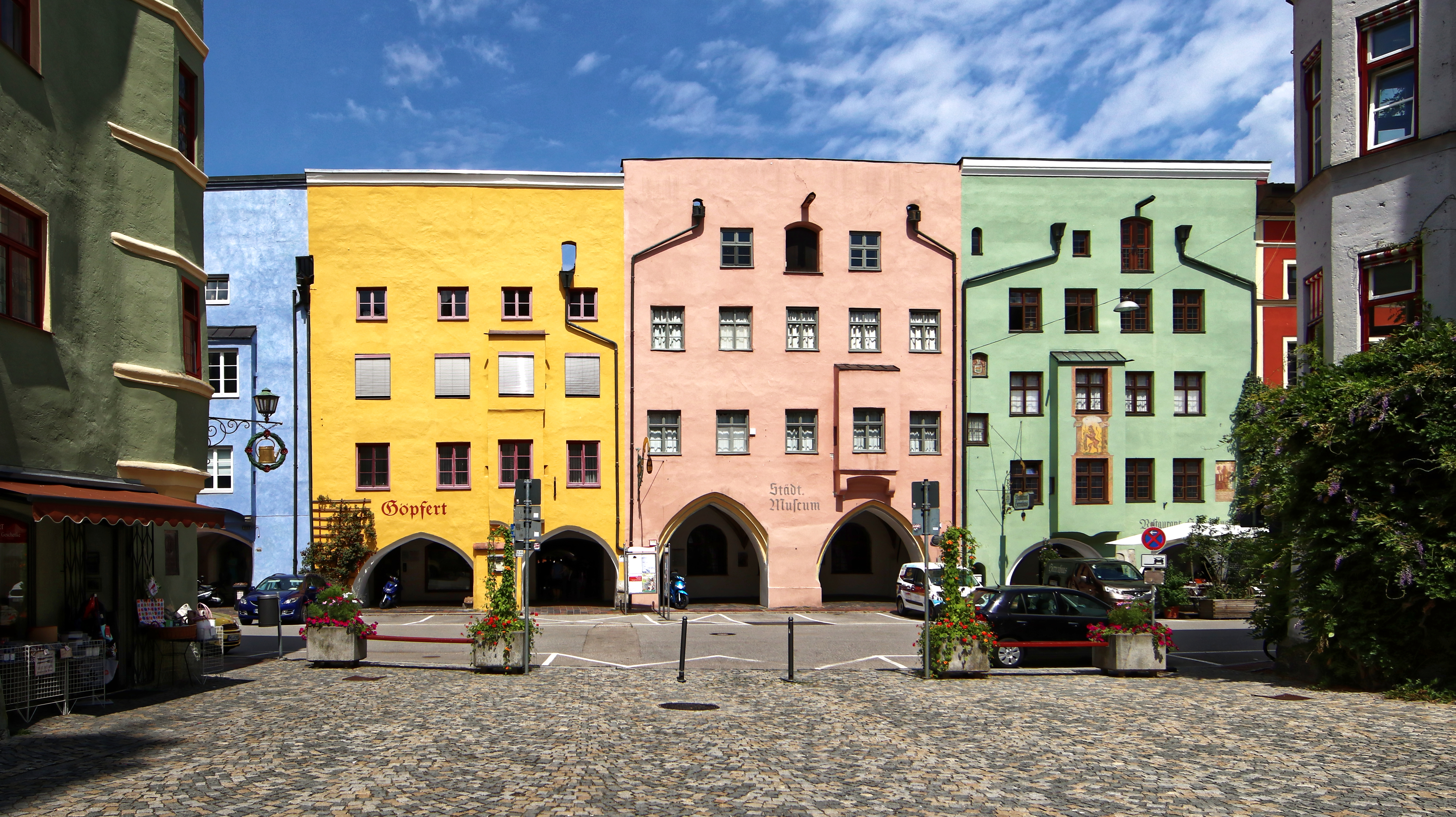
Stadtmuseum im Häuserensemble

Das Museum Wasserburg präsentiert Themenbereiche zur Geschichte der Stadt Wasserburg am Inn von der Frühgeschichte bis zum Anfang des 20. Jahrhunderts. Das Museum ist Mitglied des Museumsverbundes IMGIS – „Initiative Museen und Galerien zwischen Inn und Salzach“.

## Geschichte

### Geschichte des Museums
Von 1819 bis 1858 legte der Stadtschreiber Joseph Heiserer eine Sammlung alter Münzen, Waffen und anderer historischer Gegenstände an. Sie wurde nach seinem Tod aufgelöst, gleichwohl kann sie als Vorläufer des Museums gesehen werden. 1888 wurde das Museum Wasserburg zunächst in der Michaelskapelle eröffnet. Das Landesamt für Denkmalpflege stellte 1926 die Bestände neu auf und lagerte Teile der Ausstellung in das Rathaus und die Schrannenhalle aus. Der Heimatverein erwarb 1936 das Haus in der Herrengasse und eröffnete 1938 das „Heimathaus“. 1945 übertrug der Heimatverein das Haus der Stadt. Die Stadt erwarb 1963 das benachbarte Herrenhaus für die anwachsende Sammlung. Nach der Sanierung von Teilen des Hauses in den 1980er Jahren wurde die heutige Dauerausstellung eingerichtet.

### Geschichte des Gebäudes

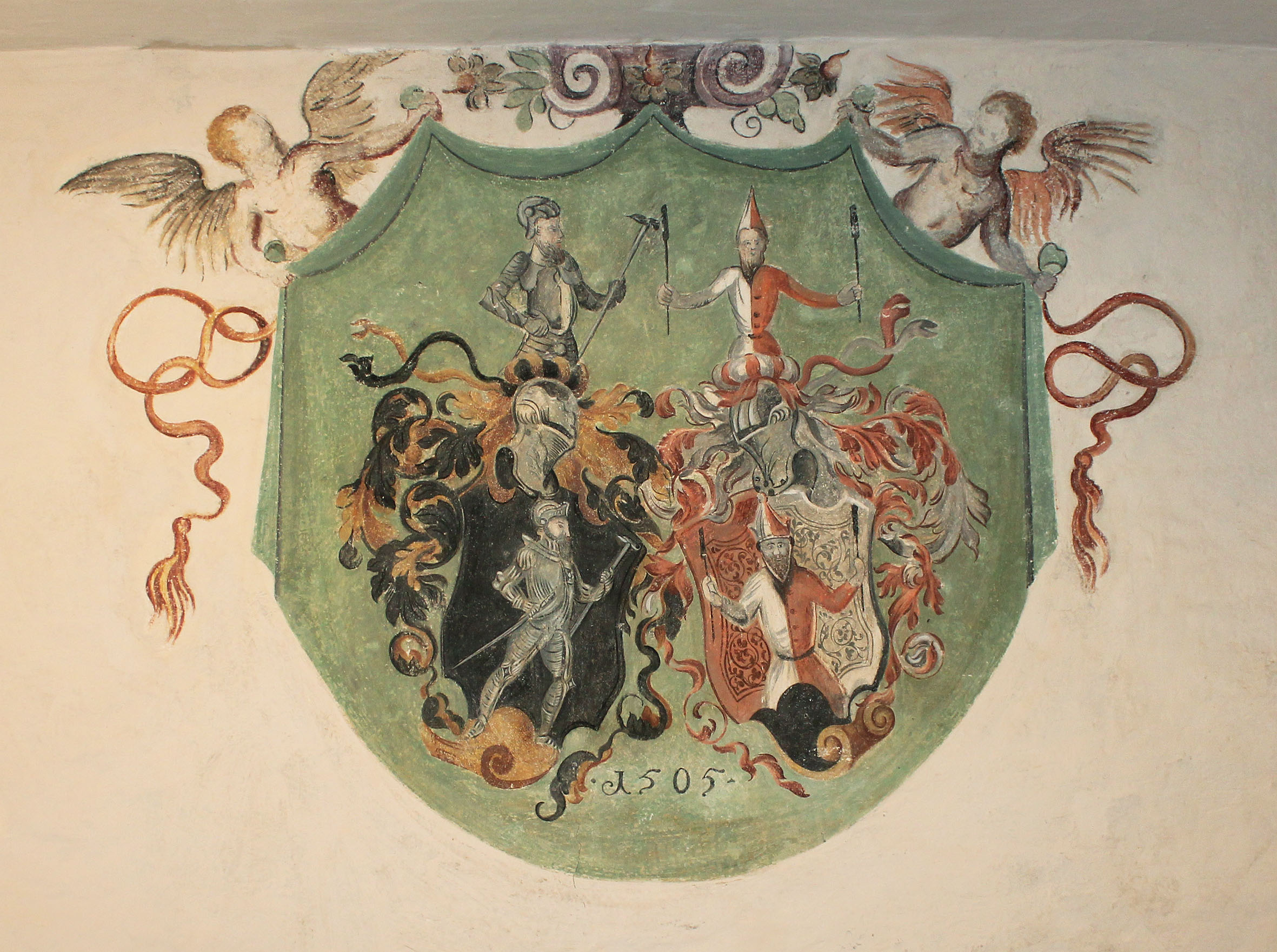
Allianzwappen der Familien Altershamer und Kulbinger

Die Entstehung des Museumsgebäudes ist in die Mitte des 15. Jahrhunderts anzusetzen. Das spätgotische in der Inn-Salzach-Bauweise errichtete Bürgerhaus war zu Beginn des 16. Jahrhunderts im Besitz der Familien Altershammer/Kulbinger, was aus dem Allianzwappen in der spätgotischen Wohnhalle hervorgeht. Nach dieser Familie sind die Besitzer erst wieder ab dem 18. Jahrhundert bekannt. Rasch wechselnde Besitzer, Metzgereien im Erdgeschoss und später mehrere Mietwohnungen kennzeichnen die Zeit danach, bis es 1936 der Heimatverein erwarb und zum Museum umbaute.

## Beschreibung des Hauses
Das spätgotische Bürgerhaus liegt inmitten der Altstadt Wasserburgs. Durch zwei gotische Spitzbogen und unter den kreuzrippengewölbten Arkaden hindurch gelangt man in das Innere des Hauses. An das Haupthaus schließen sich ein Innenhof und das Rückgebäude in der Färbergasse an, das ehemals als Stall und Stadel genutzt wurde. Heute finden hier die Sonderausstellungen statt. Über drei Holztreppen geht der Besucher in die drei oberen Stockwerke. Im ersten Stock finden sich noch die ursprünglichen Wohnstrukturen mit einer gotischen Wohnhalle und einer Küche. Von der Stube aus geht ein Erker zur Herrengasse hin. Vom ersten Stock aus und vom Dachboden aus kann man durch eine Tür in der Kommunmauer ins Nachbarhaus Herrengasse 17 gehen, das weitere Ausstellungsräume beherbergt. Auf dem Dachboden befinden sich die ehemaligen Ladeluken beider Häuser.

## Dauerausstellung
Im Erdgeschoss sind die Themen Verkehr, Justiz und Strafvollzug, Bürger- und Landwehr sowie das Schützenwesen untergebracht. Im Innenhof befinden sich das Lapidarium und die Kanonen des Museums.
Eine spätgotische Wohnhalle mit Möbeln des 16. und 17. Jahrhunderts, das Apotheker- und Medizinalwesen, eine bürgerliche Wohnstube des 18./19. Jahrhunderts, alte Musikinstrumente, bürgerliche Tracht, die Vor- und Frühgeschichte der Region, die Verwaltungsgeschichte der Stadt, eine Schulstube, eine historische Küche sowie die Modeln der Wasserburger Wachszieher und Lebzelter sind im ersten Stock zu sehen.
Der zweite Stock ist der bäuerlichen Wohnkultur vorbehalten.
Das Dachgeschoss zeigt die Themen Handwerk und Gewerbe, Zunftwesen, Maß und Gewicht, Keramik, lokale Tracht und verschiedene inszenierte Werkstätten.

## Sonderausstellung

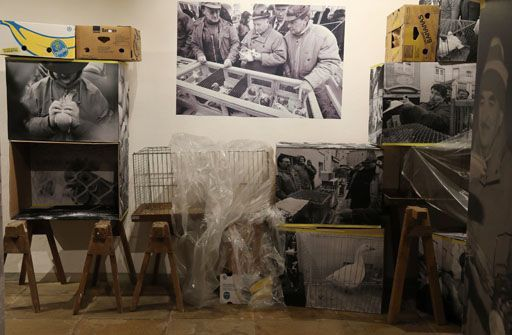
Sonderausstellung über den Wasserburger Taubenmarkt, 2019

Das Museum Wasserburg präsentiert wechselnde Ausstellungen zu historischen Themen und Wasserburger Künstlern. In den letzten Jahren waren das u. a. Ausstellungen zur Geschichte der Wasserburger Feuerwehr, zum Wasserburger Künstler Willi Ernst oder zur Unterhaltungskultur der 1920er und 1930er Jahre. Im November werden regelmäßig Sonderschauen zu weihnachtlichen Themen gezeigt, z. B. 2015 zum heiligen Nikolaus.